# Wspólnota administracyjna Eibenstock
Wspólnota administracyjna Eibenstock (niem. Verwaltungsgemeinschaft Eibenstock) – była wspólnota administracyjna w Niemczech, w kraju związkowym Saksonia, w okręgu administracyjnym Chemnitz, w powiecie Erzgebirgskreis. Siedziba wspólnoty znajdowała się w mieście Eibenstock.
Wspólnota administracyjna zrzeszała jedno miasto oraz jedną gminę: 
- Eibenstock - miasto
- Sosa

1 stycznia 2011 w wyniku reformy administracyjnej wspólnota została rozwiązana, a gmina Sosa została przyłączona do miasta Eibenstock.